# Colin Dowdeswell
Colin Dowdeswell (Londres, Inglaterra; 12 de mayo de 1955) es un extenista profesional que representó, en diferentes momentos, a Rhodesia, Suiza y el Reino Unido, alcanzando el primer puesto de este último. Durante su tiempo en la gira mundial, ganó un título de singles y once títulos de dobles.  Lo más destacado de su carrera fue llegar a la final masculina de dobles de Wimbledon.

## Primeros años
Dowdeswell nació en Londres pero creció en Rhodesia. Estudió en la universidad en Sudáfrica.

## Lo más destacado de la carrera de tenis
Al asociarse con el australiano Allan Stone, Dowdeswell terminó segundo en dobles en Wimbledon en 1975. Sin necesidad, después de dos victorias consecutivas, derrotaron a los nº 7 Tom Okker y Marty Riessen en la ronda de 16 en cuatro sets. Hicieron lo mismo al eliminar a los nº 3, Bob Hewitt y Frew McMillan, en los cuartos de final. Dowdeswell y Stone necesitaron cinco sets para vencer al equipo de Dick Crealy y Niki Pilic en las semifinales. Perdieron la final ante otro tándem sin semilla, Vitas Gerulaitis y Sandy Mayer , 5-7, 6-8, 4-6.
Dowdeswell logró un ranking de singles en el puesto número 31 del mundo en 1983 y un ranking de dobles en el puesto No. 24 del mundo en 1980.

## Finales de carrera

### Grand Prix and WCT finals (4)

#### Individuales: 4 (1 título)
| Resultado | Núm. | Año  | Torneo                   | Superficie | Adversario       | Puntuación              |
| --------- | ---- | ---- | ------------------------ | ---------- | ---------------- | ----------------------- |
| Derrota   | 1.   | 1974 | Dublín, Irlanda          | Duro       | Sherwood Stewart | 3-6, 8-9                |
| Victoria  | 1.   | 1975 | Estambul, Turquía        | Arcilla    | Ferdi Taygan     | 6-1, 6-4, 6-2           |
| Derrota   | 2.   | 1978 | Johannesburgo, Sudáfrica | Duro       | Cliff Richey     | 2-6, 4-6                |
| Derrota   | 3.   | 1983 | Johannesburgo, Sudáfrica | Duro       | Johan Kriek      | 4-6, 6-4, 6-1, 5-7, 3-6 |

### Grand Slam, Grand Prix y WCT finales

#### Dobles: 28 (11 títulos)
| Resultado | Núm. | Año  | Torneo                       | Superficie   | Socio                | Adversarios                           | Puntuación         |
| --------- | ---- | ---- | ---------------------------- | ------------ | -------------------- | ------------------------------------- | ------------------ |
| Victoria  | 1.   | 1974 | Dublín, Irlanda              | Duro         | John Yuill           | Lito Álvarez Jorge Andrew             | 6-3, 6-2           |
| Derrota   | 1.   | 1975 | Birmingham, EE. UU.          | Alfombra (i) | John Yuill           | Jürgen Fassbender Karl Meiler         | 1-6, 6-3, 6-7      |
| Derrota   | 2.   | 1975 | Wimbledon, Londres           | Césped       | Allan Stone          | Vitas Gerulaitis Sandy Mayer          | 5-7, 6-8, 4-6      |
| Derrota   | 3.   | 1975 | Gstaad, Suiza                | Arcilla      | Ken Rosewall         | Jürgen Fassbender Hans-Jürgen Pohmann | 4-6, 7-9, 1-6      |
| Derrota   | 4.   | 1975 | Estambul, Turquía            | Arcilla      | John Feaver          | Colin Dibley Thomaz Koch              | 2-6, 2-6, 2-6      |
| Derrota   | 5.   | 1976 | Nuremberg, Alemania          | Alfombra (i) | Paul Kronk           | Frew McMillan Karl Meiler             | 6-7, 4-6           |
| Derrota   | 6.   | 1976 | Barcelona, España            | Arcilla      | Paul Kronk           | Wojtek Fibak Jacek Niedźwiedzki       | 2-6, 3-6           |
| Derrota   | 7.   | 1976 | Cologne, Alemania            | Alfombra (i) | Mike Estep           | Bob Hewitt Frew McMillan              | 1-6, 6-3, 6-7      |
| Derrota   | 8.   | 1977 | Gstaad, Suiza                | Arcilla      | Bob Hewitt           | Jürgen Fassbender Karl Meiler         | 4-6, 6-7           |
| Derrota   | 9.   | 1977 | Kitzbühel, Austria           | Arcilla      | Chris Kachel         | Buster Mottram Roger Taylor           | 6-7, 4-6           |
| Victoria  | 2.   | 1978 | Sarasota, EE. UU.            | Alfombra     | Geoff Masters        | Byron Bertram Bernard Mitton          | 2-6, 6-3, 6-2      |
| Derrota   | 10.  | 1978 | Lagos, Nigeria               | Arcilla      | Jürgen Fassbender    | George Hardie Sashi Menon             | 3-6, 6-3, 5-7      |
| Victoria  | 3.   | 1978 | Berlín, Alemania             | Arcilla      | Jürgen Fassbender    | Željko Franulović Hans Gildemeister   | 6-3, 6-4           |
| Derrota   | 11.  | 1978 | Toronto, Canadá              | Arcilla      | Heinz Günthardt      | Wojtek Fibak Tom Okker                | 3-6, 6-7           |
| Victoria  | 4.   | 1979 | Johannesburgo, Sudáfrica     | Duro         | Heinz Günthardt      | Raymond Moore Ilie Năstase            | 6-3, 7-6           |
| Victoria  | 5.   | 1979 | Stuttgart Exterior, Alemania | Arcilla      | Frew McMillan        | Wojtek Fibak Pavel Složil             | 6-4, 6-2, 2-6, 6-4 |
| Derrota   | 12.  | 1980 | Johannesburgo, Sudáfrica     | Duro         | Heinz Günthardt      | Bob Hewitt Frew McMillan              | 4-6, 3-6           |
| Victoria  | 6.   | 1980 | Gstaad, Suiza                | Arcilla      | Ismail El Shafei     | Mark Edmondson Kim Warwick            | 6-4, 6-4           |
| Victoria  | 7.   | 1980 | Stuttgart Exterior, Alemania | Arcilla      | Frew McMillan        | Chris Lewis John Yuill                | 6-3, 6-4           |
| Derrota   | 13.  | 1983 | Gstaad, Suiza                | Arcilla      | Wojtek Fibak         | Pavel Složil Tomáš Šmíd               | 7-6, 4-6, 2-6      |
| Derrota   | 14.  | 1983 | Kitzbühel, Austria           | Arcilla      | Zoltán Kuharszky     | Wojtek Fibak Pavel Složil             | 5-7, 2-6           |
| Victoria  | 8.   | 1983 | Tel Aviv, Israel             | Duro         | Zoltán Kuharszky     | Peter Elter Peter Feigl               | 6-4, 7-5           |
| Derrota   | 15.  | 1984 | Kitzbühel, Austria           | Arcilla      | Wojtek Fibak         | Henri Leconte Pascal Portes           | 6-2, 6-7, 6-7      |
| Derrota   | 16.  | 1984 | Tel Aviv, Israel             | Duro         | Jakob Hlasek         | Peter Doohan Brian Levine             | 3-6, 4-6           |
| Victoria  | 9.   | 1985 | Palermo, Italia              | Arcilla      | Joakim Nyström       | Sergio Casal Emilio Sánchez           | 6-4, 6-7, 7-6      |
| Victoria  | 10.  | 1985 | Johannesburgo, Sudáfrica     | Arcilla      | Christo van Rensburg | Amos Mansdorf Shahar Perkiss          | 3-6, 7-6, 6-4      |
| Victoria  | 11.  | 1986 | Milán, Italia                | Alfombra (i) | Christo Steyn        | Brian Levine Laurie Warder            | 6-3, 4-6, 6-1      |
| Derrota   | 17.  | 1986 | Niza, Francia                | Arcilla      | Gary Donnelly        | Jakob Hlasek Pavel Složil             | 3-6, 6-4, 9-11     |

## Copa Davis
Dowdeswell participó en un empate de la Copa Davis para Rhodesia en 1976, registrando un récord de 2-0 en singles y un récord de 0-1 en dobles. Participó en seis empates de la Copa Davis para Gran Bretaña de 1984 a 1986, registrando un récord de 0-2 en individuales y un récord de 5-1 en dobles.

## La vida fuera del tenis
Dowdeswell completó su carrera en el tenis en 1986 y comenzó una exitosa carrera en servicios financieros y banca privada con Merrill Lynch. Casado y con tres hijos, actualmente reside en Mónaco. También ha residido en Wimbledon.